# Tetragnatha eurychasma
Tetragnatha eurychasma este o specie de păianjeni din genul Tetragnatha, familia Tetragnathidae, descrisă de John Wynn Gillespie în anul 1992. Conform Catalogue of Life specia Tetragnatha eurychasma nu are subspecii cunoscute.